# Agathangelos
Agathangelos (arménsky: Ագաթանգեղոս, řecky: Ἀγαθάγγελος) je jméno, pod nímž je znám autor historického díla Historie vlády Dertada neboli Tiridata a kázání svatého Řehoře Osvětitele, jež je především nejstarším životopisem Řehoře Osvětitele. "Agathangelos" je zjevně pseudonym, neboť jméno lze přeložit jako „nositel dobrých zpráv“. Autor v textu tvrdí, že je tajemníkem arménského krále Tiridata (Trdata) III., čemuž však historikové dnes již nevěří, neboť Tiridates vládl na počátku 4. století, zatímco životopis jistě nebyl napsán před 5. stoletím. Předpokládá se, že autor psal zhruba v polovině 5. století. Protiperský postoj v první části textu a popis zničení předkřesťanských svatyní naznačují, že dílo bylo vytvořeno po arménské porážce v bitvě u Avarayru roku 451. Autor o sobě tvrdí, že byl učen řečtině a latině v Římě, předpokládá se, že byl Armén a původní text také arménsky psal. Řehořovi životopisné údaje jsou značně důvěryhodné, historická fakta se ale prolínají s legendárními či nejistými dodatky. Autor též používá obvyklou metodu té doby, že historické události, o nichž píše, připodobňuje biblickým událostem a patrně i upravuje tak, aby jim odpovídaly - takže když hovoří o Tiridatově šílenství, opírá se o popis šílenství Nabuchodonozora v biblické knize Daniel. Na jednom místě dělá též zjevnou chybu, když zamění Tiridata II. a Chosroese II. Dílo bylo již v době svého vzniku přeloženo do několika jazyků, řecké a latinské překlady lze nalézt v Acta Sanctorum.